# Desterro de Entre Rios
Desterro de Entre Rios es un municipio brasileño del estado de Minas Gerais. Su población estimada en 2018 es de 7 232 habitantes, según el Instituto Brasileño de Geografía y Estadística (IBGE).

## Historia
El actual municipio debe su nombre a una capilla construida en honor a Nuestra Señora del Destierro y a que se ubicaba dentro del distrito de Entre Rios de Minas, creado en 1832. En 1882, se creó el distrito Capela Nova do Desterro, dentro del municipio de Entre Rios, adoptando su nombre actual en 1923. En 1953 obtuvo la autonomía como municipio.

## Clima
Según la clasificación climática de Köppen, el municipio se encuentra en el clima tropical de altitud Cwa.